# Navadna migalica
Navadna migalica (znanstveno ime Briza media) je vrsta trave iz rodu Briza.

## Opis
Navadna migalica je trava z značilnimi storžki v obliki solz, po katerih je dobila ljudsko ime solzica.
Gola ali neznatno dlakava nožnica je skoraj do vrha zrasla, listi pa so kratki in mehki.

## Razširjenost in uporabnost
Navadna migalica je bila v preteklosti pogosta trava slovenskih travnikov, danes pa zaradi gnojenja počasi izginja. Najpogosteje uspeva v zamočvirjenih legah na revni podlagi.